# Issa ibne Axeique Axaibani

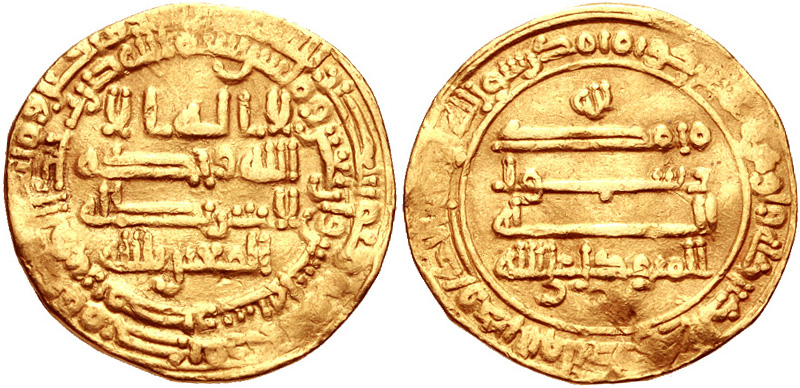
Dinar de ouro de Mutavaquil r.

Abu Muça Issa ibne Axeique ibne Assalil Aduli Axaibani (Abu Musa Isa ibn ax-Xaikh ibn as-Salil ad-Duhli ax-Xaibani; m. 882/883) foi um líder árabe dos xaibanitas. Tomando vantagem do tumulto doméstico do Califado Abássida, criou um Estado beduíno virtualmente independente na Palestina e sul da Síria em ca. 867-870, antes do exército abássida forçá-lo a trocar seus domínios pelo governo da Armênia e Diar Baquir. Na Armênia, lutou para conter o crescente poder dos príncipes cristãos, mas após falhar em suprimir a revolta de um de seus próprios subordinados, abandonou o país e retornou para sua nativa Jazira (Mesopotâmia Superior). Lá, dedicou seus últimos anos até sua morte numa luta com um líder rival, o governante de Moçul Ixaque ibne Cundajique. A luta foi inconclusiva, com ambos os lados conseguindo vitórias.

## Vida
A infância de Issa é obscura. Foi membro dos xaibanitas da Jazira, mas nem mesmo o nome de seu pai é conhecido com exatidão, sendo variadamente dado como Xeique, Amade ou Abedal Razaque. Issa aparece pela primeira vez em 848, nas fileiras do exército abássida sob Buga, o Jovem que foi enviado contra o rebelde Maomé ibne Baite na fortaleza de Maranda. Maomé e principalmente seus seguidores pertenciam ao grupo tribal rebiaíta, o mesmo que os xaibanitas pertenciam. Consequentemente, Buga empregou Issa como um emissário para os rebeldes, que conseguiu convencer vários deles a render-se.

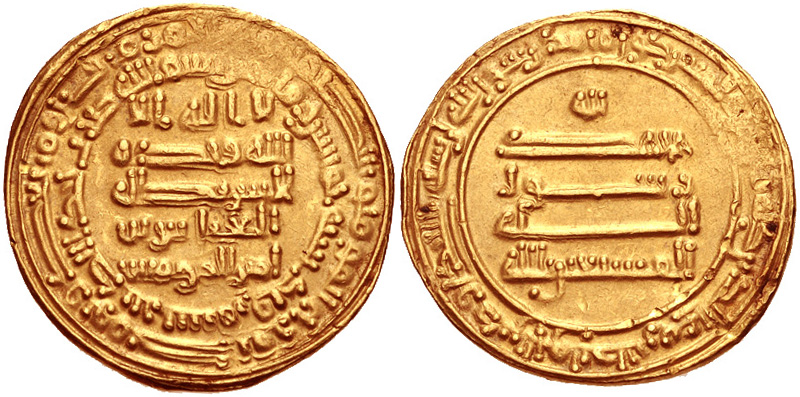
Dinar de ouro de Almostaim r.

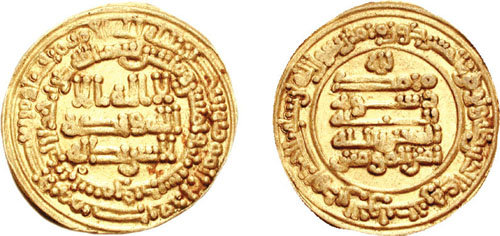
Dinar de ouro de Almutaz r.

Síria abássida (Bilade Xame) no século IX

### Carreira na Síria e Palestina
Foi sugerido que Issa serviu como governador de Damasco em 861, mas segundo Marius Canard isso é uma confusão com Issa ibne Maomé Nauxari. Em 865, segundo Atabari, derrotou e capturou o rebelde carijita chamado Almuafaque. À época, mantinha posto na Síria, pois Atabari cita-o solicitando ajuda do califa Mutavaquil (r. 847–861) nos preparativos a um raide contra o Império Bizantino, incluindo quatro navios para partirem de Tiro. Quiçá já era governador do distrito de Junde de Filastine (Palestina) no momento, um posto que aparentemente detinha, segundo Iacubi, quando Almostaim (r. 861–866) foi deposto em janeiro de 866. Segundo Iacubi, foi um dos governadores que recusou-se a imediatamente reconhecer Almutaz (r. 866–869), talvez porque seu antigo patrão Buga ainda permaneceu leal a Almostaim. Isso levou a Nauxari realizar campanha contra ele, e os exércitos confrontaram-se no rio Jordão.
O filho de Nauxari foi morto, mas Issa foi derrotado e fugiu ao Egito com toda riqueza que pode carregar, enquanto Nauxari ocupou a capital da Palestina, Ramla. No Egito, Issa finalmente concede juramente de lealdade (baia) para Almutaz, enquanto Nauxari, por sua vez, caiu em desgraça com o califa, que não havia sancionado sua captura de Ramla e enviou exército sob Maomé ibne Mualade para expulsá-lo. Issa retornou à Palestina, levando consigo seu dinheiro, suprimentos, e possivelmente tropas recrutadas no Egito, e construiu a fortaleza de Huçami, entre Ramla e Lida. Desta base, repeliu repetidos ataques de ibne Mualade, até - quiçá após trégua ser acordada - ambos retornarem à capital califal, Samarra.
Lá, em dezembro de 866, assegurou sua renomeação para o governo da Palestina e Jordão (Junde de Urdune). Atabari atribui isso à influência de Buga, a quem comprou com 40 000 dinares de ouro, enquanto Almaçudi alega que isso foi devido às riquezas vindas do Egito, bem como 70 álidas que fugiram do Hejaz. Não retornou imediatamente à Palestina, enviando seu tenente Abu Almagra ibne Muça ibne Zurara como representante. Quando finalmente chegou em Ramla, usou a anarquia em curso no Iraque para estabelecer-se como governante virtualmente independente. Reteve as receitas da província para si, e mesmo interceptou caravanas de impostos do Egito. Então utilizou seu dinheiro para assegurar a lealdade das tribos árabes locais, os rebiaítas ao norte e os quilabitas ao sul, com quem formou aliança matrimonial, casando-se com uma esposa Cibale. Logo seu nascente Estado beduíno era forte o suficiente para permitir-lhe tomar controle de Damasco.
Quando Almutadi (r. 869–870) ascendeu em julho de 869, lhe escreveu oferecendo perdão em troca da devolução do tesouro tomado, que segundo Alquindi compreendia 750 000 dinares. Quando recusou, Almutadi mandou o governador do Egito Amade ibne Tulune o atacasse. Ibne Tulune obedeceu, mas logo que alcançou Alarixe com seu exército recebeu ordens para retornar. Em 870, Almutâmide (r. 870–892) enviou emissários para persuadi-lo a retornar o dinheiro, mas de novo se recusou e um exército foi enviado sob o turco Amajur, o Turco, que foi nomeado governador de Damasco. Inicialmente baseado no Tiro, empurrou as forças numericamente muito inferiores de Amajur - Atabari relata que Issa possuía 20 000 homens enquanto Amajur apenas 200-400 - para Damasco, mas numa batalha diante da cidade o filho de Issa, Almançor, caiu e ele foi derrotado e forçado a retirar-se para Ramla. Em vez de um exército persegui-lo até ali, nova embaixada califal (em 870 ou 871) foi enviada oferecendo-lhe o governo da Armênia se abandonasse a Síria. Issa concordou, e partiu para ocupar seu novo posto em maio de 871.

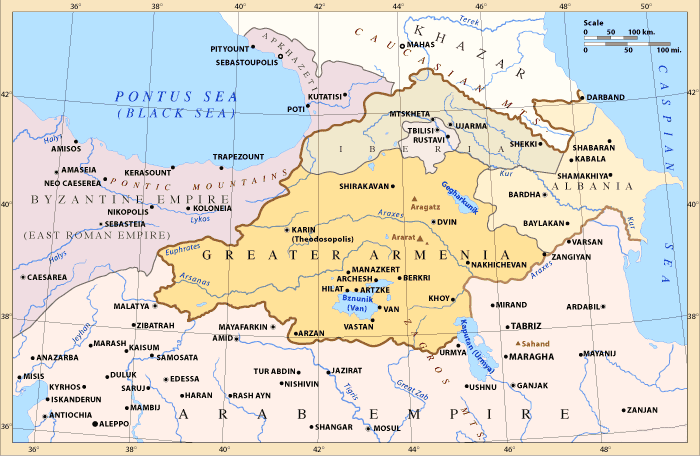
Transcaucásia sob os muçulmanos: a província de Armênia-Azerbaijão

Jazira (Mesopotâmia Superior) com suas províncias

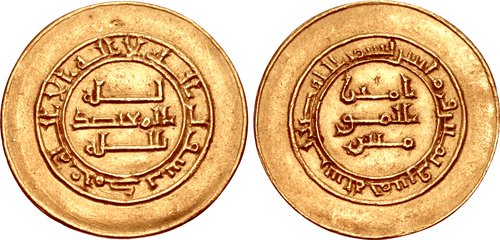
Dinar de Almutadide r.

### Na Armênia e Jazira
O governo da Armênia incluía não apenas a Armênia propriamente, mas também o Azerbaijão e Diar Baquir na Jazira (Mesopotâmia Superior), a última sendo a principal área de ocupação xaibânida e terra natal de Issa. Logo após a nomeação, Issa (chamado Ise, filho de Xé por fontes armênias) foi abordado pelos otomânidas e cáicidas, dinastias de emires árabes locais estabelecidos em torno do lago de Vã, que eram ameaçavas pela ascensão do líder armênio cristã Asócio I Arzerúnio, príncipe de Vaspuracânia. Ele se preparava para sitiar a fortaleza otomânida de Amiuque, quando Issa reuniu uma liga dos emires da Armênia, e com 15 000 homens chegou em Vaspuracânia. Incapaz de confrontar seus números, Asócio retrocedeu e concluiu a paz.
A situação de Issa na Armênia era precária, pois não possuía qualquer esperança de apoio do governo abássida. A Armênia estava efetivamente sob seus próprios recursos, e as grandes dinastias cristãs dos Arzerúnio ao sul e dos Bagratúnios ao norte partiram o país e atuaram como príncipes independentes. Isto exigiu um ato de equilíbrio cuidadoso de Issa, que não podia dar-se ao luxo de alienar os vários governantes armênios, especialmente após o tenente no Azerbaijão, Maomé ibne Abde Aluaide Tamimi Iamami, rebelar-se em 877. Issa sitiou Maomé na capital provincial de Barda, mas apesar de receber ajuda de Asócio Bagratúnio (futuro rei da Armênia), após 13 meses de cerco infrutífero foi forçado a abandoná-lo. Então partiu da Armênia completamente, retornando para Amida em Diar Baquir. Embora considerado pelos historiadores armênios e árabes como governador nominal da Armênia até sua morte em 882/883, nunca deixou a Jazira novamente.
Na Jazira, enfrentou um grande rival na pessoa do turco Ixaque ibne Cundajique, que governou Moçul e tinha ambições de governar a Jazira toda. Issa e seu antigo tenente Abu Almagra aliaram-se com outros inimigos de ibne Cundajique, os carijitas locais sob certo Ixaque ibne Aiube e o taglibita Hamadã ibne Hamadune. A coalizão conseguiu derrotar ibne Cundajique, mas a posição do último foi logo reforçada ao receber a nomeação califal como governador de Diar Rebia e Armênia (879/880), embora nunca pareça ter exercito qualquer autoridade sobre elas. Os xaibanitas então ofereceram paz como forma de manter o status quo territorial e em troca de um tributo anual de 200 mil dinares.
Ibne Cundajique inicialmente aceitou, mas em 880/881 a coalizão contra ele foi renovada, e o conflito aberto eclodiu. Desta vez, ibne Cundajique foi vitorioso numa batalha travada em abril/maio de 881, repelindo seus oponentes diante de Amida, que sitiou. Algumas escaramuças inconclusivas se seguiram, e a situação não foi resolvida até o tempo da morte de Issa em 882/883, e ibne Cundajique envolveu-se nos esforços abássidas de recuperar a Síria dos tulúnidas. Issa foi sucedido por seu filho Amade, que governou Diar Baquir como chefe independente. Amade expandiu seu território ao sul da Armênia e ocupou Moçul após a morte de ibne Cundajique em 891/892. No ano seguinte, contudo, os abássidas ressurgentes sob Almutadide (r. 892–902) capturaram a cidade dele, e em 899 o resto dos domínios jaziranos da família do herdeiro de Amade, Maomé.

## Legado
Como "governantes por usurpação" (ʿalā sabīl al-taghallub), Issa e seu filho Amade são julgados severamente por historiadores muçulmanos coetâneos, mas segundo M. Canard, "no conturbado período no qual estes árabes mesopotâmios viveram, não foram piores em suas atitudes que outros soldados de fortuna do regime abássida". Issa em particular tinha "certa reputação de magnificência e generosidade" (Canard), e como todos os xaibanitas, Issa e Amade também foram estimados pela qualidade de sua poesia árabe.